# Legge di Lambert
In fisica la legge di Lambert riguarda l'illuminamento di una superficie posta a una certa distanza da una sorgente luminosa. 
Essa afferma che l'illuminamento prodotto da una sorgente su una superficie è direttamente proporzionale all'intensità luminosa della sorgente e al coseno dell'angolo che la normale alla superficie forma con la direzione dei raggi luminosi ed è inversamente proporzionale al quadrato della distanza dalla sorgente.
La legge prende il suo nome da Johann Heinrich Lambert,  che la descrisse nel suo libro Photometria, pubblicato nel 1760.

## Descrizione
Se si indica con {\displaystyle r} la distanza tra una sorgente puntiforme {\displaystyle S} e una porzione di superficie {\displaystyle \Delta A'} orientata, la proiezione di {\displaystyle \Delta A'} sopra la superficie sferica di centro {\displaystyle S} e raggio {\displaystyle r} è:
{\displaystyle \Delta A=\Delta A'\cdot \cos \alpha }.
Dove {\displaystyle \alpha } è l'angolo compreso tra le due normali a {\displaystyle \Delta A'} e {\displaystyle \Delta A}.
L'angolo solido sotto cui {\displaystyle \Delta A'} è vista da {\displaystyle S} risulta quindi:
{\displaystyle \Delta \Omega ={\Delta A \over r^{2}}={\Delta A'\cdot \cos \alpha  \over r^{2}}}
Il flusso di radiazione emesso entro l'angolo solido {\displaystyle \Delta \Omega } è:
{\displaystyle \Delta \Phi =I\Delta \Omega ={I\cdot {\Delta A'\cdot \cos \alpha  \over r^{2}}}}
dove {\displaystyle I} è l'intensità luminosa.
Concludendo, l'irraggiamento {\displaystyle E=\Delta \Phi /\Delta A'} sopra la superficie sferica {\displaystyle A'} è:
{\displaystyle E={I\cos \alpha  \over r^{2}}}
È questa la legge di Lambert.
Nel caso in cui la radiazione colpisca perpendicolarmente la superficie, si avrà {\displaystyle \alpha =0}, quindi la formula diventa:
{\displaystyle E={I \over r^{2}}}
Da questa relazione deriva la legge del quadrato delle distanze, che si utilizza quando si confronta l'illuminamento prodotto su una superficie da due diverse sorgenti. Quest'ultima legge afferma che le intensità luminose delle due sorgenti stanno tra loro come i quadrati delle loro distanze da una superficie che illuminano ugualmente:
{\displaystyle {\frac {I_{1}}{I_{2}}}={\frac {r_{1}^{2}}{r_{2}^{2}}}}
Il principio di funzionamento dei fotometri si basa su questa legge: misurando le distanze delle sorgenti da un pannello ugualmente illuminato, se si conosce l'intensità della prima sorgente, è possibile ricavare l'intensità della seconda da determinare.

## Considerazioni
La legge di Lambert mostra che il flusso energetico emesso da una sorgente luminosa si distribuisce su superfici che crescono al crescere della distanza sorgente-superficie. Questo significa che se a una distanza {\displaystyle r} l'area che intercetta la radiazione è di {\displaystyle 1m^{2}}, a distanza {\displaystyle 2r} la radiazione si distribuirà sopra una superficie quattro volte la precedente e di conseguenza riceverà un {\displaystyle 1/4} dell'irraggiamento precedente.